# Atzacan
Atzacan es una localidad del estado mexicano de Veracruz. Es cabecera del municipio de Atzacan.

## Demografía
| Censo | Población |
| ----- | --------- |
| 1900  | 1 917     |
| 1910  | 2 589     |
| 1921  | 2 498     |
| 1930  | 2 550     |
| 1940  | 2 547     |
| 1950  | 2 878     |
| 1960  | 3 169     |
| 1970  | 3 553     |
| 1980  | 5 108     |
| 1990  | 6 119     |
| 1995  | 7 231     |
| 2000  | 7 720     |
| 2005  | 8 290     |
| 2010  | 8 947     |
| 2020  | 10 146    |